# Asker
Asker is een gemeente in de Noorse provincie Akershus.

## Geschiedenis
Aanvankelijk een landelijke gemeente, ontwikkelde Asker zich steeds meer tot een forenzenplaats en voorstad van Oslo, vooral na de jaren '50 van de 20e eeuw. Er zijn tal van bedrijven gevestigd. In 1916 werd op een scheepswerf te Vollen het schip Maud te water gelaten. Hiermee volbracht Roald Amundsen zijn tweede expeditie naar de Noordelijke IJszee. In 1925 werd het schip verkocht.
De gemeente maakte tot 1 januari 2020 deel uit van de op die dag opgeheven provincie Akershus. Op die dag werden de gemeenten Hurum en Røyken in de eveneens op die dag opgeheven provincie Buskerud opgenomen in Asker en de fusiegemeente werd opgenomen in de provincie Viken. Toen op 1 januari 2024 Viken weer werd opgeheven werd de gemeente weer opgenomen in de provincie Akershus.

## Bezienswaardigheden
- In de omgeving van Asker zijn veel resten van kalkovens en houtskoolmeilers te vinden.
- Kerk van Asker (Asker kirke), neogotische bakstenen kerk van 1879.
- Asker Museum, openluchtmuseum met diverse gebouwen en beelden.
- De ijsbaan Risenga kunstisbane.

## Geboren in Asker
- Einar Gerhardsen (1897-1987), Noors eerste minister en Vader des Vaderlands
- Erik Gjems-Onstad (1922-2011), wielrenner, advocaat, militair en politicus
- Grete Nordrå (1924-2012), actrice
- Torbjørn Yggeseth (1934-2010), schansspringer
- Simen Agdestein (1967), schaker en voetballer
- Ingvild Snildal (1988), zwemster
- Ida Njåtun (1991), schaatsster
- Kristin Lysdahl (1996), alpineskiester

Ås · Asker · Aurskog-Høland · Bærum · Eidsvoll · Enebakk · Frogn · Gjerdrum · Hurdal · Jevnaker · Lillestrøm · Lørenskog · Lunner · Nannestad · Nes · Nesodden · Nittedal · Nordre Follo · Rælingen · Ullensaker · Vestby

Voormalige gemeentes: Fet · Oppegård · Skedsmo · Ski · Sørum